# Панфельд
Панфе́льд (брет. Penfell, фр. La Penfeld) — небольшая река на западе полуострова Бретань.
Длина — 16 км. Истоки реки расположены на территории муниципалитета Гипава, протекает через коммуны Боар и Гилер. Часть русла проходит по старому руслу реки Он. У устья на левом, восточном берегу находится историческая часть Бреста. Впадает река в Брестский рейд.
В настоящее время Брест расположен по обе стороны реки, а в устье Панфельда находится арсенал с замком. Через реку построено два моста, один из них, Рекувранс, до 2007 года был крупнейшим подъёмным мостом Европы.